# テオドール・ハンバーグ

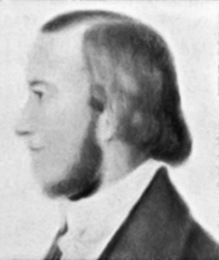
テオドール・ハンバーグ

テオドール・ハンバーグ（Theodor Hamberg、1819年3月25日 - 1854年5月13日）は、清で活動したスウェーデンの宣教師。初期の太平天国についての記録を残したことと客家語研究の基礎を築いたことで知られる。中国名は韓山明または韓山文。なお、「ハンバーグ」は英語読みであり、スウェーデン語ではハンベリもしくはハンベルイ、ハンベルィとなる。

## ヨーロッパ時代
ストックホルムの船長の息子として生まれ、商人として働いた。1844年、仕事を辞めてバーゼル福音会に入会し、2年間スイスの神学校で学んだ。

## 清での伝道
1846年、清への伝道に派遣され、翌年3月19日に広東省に到着し、布教活動を開始した。特に彼は客家人への布教活動を行い、彼が写し取った客家語は、のちにマッキーバーが客家語辞典を製作する際の基礎となった。

## 太平天国との関わり
1852年、ハンバーグは香港で洪秀全の族弟の洪仁玕と会った。洪仁玕は太平天国との合流に失敗して香港に逃れていたのである。洪仁玕は太平天国に関する情報をハンバーグに提供し、ハンバーグはその情報をもとに『The visions of Hung-Siu-tshuen, and origin of the Kwang-si insurrection』を著した。これはヨーロッパの言語で書かれた最初の太平天国に関する書物で、現在でも初期の洪秀全を知る上で重要な文献である。

## 著作
- Report regarding the Chinese Union at Hongkong. Hongkong: Printed at the Hongkong Register Office, 1851.
- The visions of Hung-Siu-tshuen, and origin of the Kwang-si insurrection. Hongkong: The China mail office, 1854.（日本語訳は『洪秀全の幻想』青木富太郎訳、生活社）